# Megalestes irma
Megalestes irma är en trollsländeart som beskrevs av Fraser 1926. Megalestes irma ingår i släktet Megalestes och familjen Synlestidae. IUCN kategoriserar arten globalt som otillräckligt studerad. Inga underarter finns listade i Catalogue of Life.